# Polis
Polis (ental: πόλις; flertal: πόλεις) betyder både by, stat og kombinationen af by og stat, altså bystat. Betegnelsen stammer fra oldtidens Grækenland, hvor det er en betegnelse for de græske bystater. I det antikke Hellas fandtes der ca. 1500 bystater: Nok over 700 grundlagt i selve Grækenland og nok over 700 grundlagt som kolonier langs Middelhavets og Sortehavets kyster og i Den Nære Orient helt frem til Indusfloden. Disse bystater overlevede den romerske besættelse, men døde derefter langsomt ud.
Polis dækker således over både det urbane og det politiske aspekt.
1. Som en by, var polis et urbant centrum med et mindre opland udenfor. Flertallet af befolkningen boede inden for bymurene. Økonomien byggede på landbrug og handel, og der var en stor grad af arbejdsdeling. Stort set alle bystater var omkranset af en bymur og flere af dem byggede store offentlige pragtbygninger såsom templer, gymnasier og teatre.
2. Som stat var polis karakteriseret ved at være en politisk enhed, hvor borgerne (dvs. de med politiske rettigheder) var fælles om deres forfatning, hvilket vil sige bystatens politiske institutioner og den måde, de er indrettet på. Af forfatningstyper var der tyranni, oligarki og demokrati. I klassisk tid var de mest almindelige styreformer demokratiet og oligarkiet.

En polis var i høj grad selvstyrende og kunne være uafhængig, men ofte var de mindre poleis underlagt de større. Der var altså snarere tale om et avanceret hierarki, hvor nogle var uafhængige og andre afhængige. Autonomi var ikke et nødvendigt kriterium for at kunne kalde en by for polis. F.eks. havde bystater som Athen og Sparta en lang række poleis under sig, i hvad der kaldtes henholdsvis Det Deliske Søforbund og det Peloponnesiske Forbund.
Befolkningstallet for en polis kunne være helt ned til et par hundrede borgere og helt op til et femcifret antal som i Athens tilfælde, hvor tallet svingede mellem 30.000 og 50.000. Hvis man for Athen lægger antallet af slaver, kvinder, børn og tilflyttere til, vil et forsigtigt skøn give en totalbefolkning for hele Attika på ca. 300.000. Samlet har befolkningstallet for hele bystatskulturen i romersk kejsertid nok udgjort op mod 30 millioner.
De oldgræske bystater udgjorde således en bystatskultur på lige fod med bystatskulturer, som den i Norditalien i middelalderen, og den i Mesopotamien i det 3. årtusinde f.Kr.. Den oldgræske var til gengæld langt den største af alle de 35 bystatskulturer, det er muligt at identificere.
Polis' betydning kan ikke overvurderes: Den er som stats- og samfundsform grundlaget for hele den græske kultur.

## Suffikset -polis
Suffikset -polis eller forkortet -pol, bliver ofte brugt til et bynavn eller lignende, som f.eks. i Akropolis eller Metropolis. En storby er ofte også kaldet en metropol. (Sammenlign også f.eks. Konstantinopel (Konstantinopolis).)